# 小邾惠公
小邾惠公（?—?），曹姓，顏氏，是春秋末期战国初期諸侯國郳国君主。小邾惠公是小邾穆公的孙子，小邾惠公死后，其孙在位时，郳国就被楚国所灭。 
| 前任： 小邾穆公 此前世系失考 | 郳国君主 | 繼任： 此后世系失考 |